# Tim Stüttgen
Tim Stüttgen (* 1977 in Solingen; † 12. Mai 2013 in Berlin-Kreuzberg) war ein deutscher Autor, Performancekünstler, Kurator und Journalist.

## Leben
Stüttgen studierte Filmwissenschaft an der Londoner Middlesex University und der Freien Universität Berlin und forschte später zu Gender Studies und Queer Theory als Postgraduate Researcher an der Jan van Eyck Academie in Maastricht.
2006 organisierte Tim Stüttgen für die Jan van Eyck Academie das Symposium „Post Porn Politics“ in Berlin. Auf dem Symposium debattierten Theoretiker, Künstler und Szene-Aktivisten wie Bruce LaBruce, Beatriz Preciado, Michaela Wünsch, Terre Thaemlitz, Katja Diefenbach, Stephan Geene, Lee Edelman und Annie Sprinkle zur Frage, inwieweit Pornographie ein Medium der Emanzipation sein könnte.
Unter seinem Alter Ego Timi Mei Monigatti trat Stüttgen als Drag Queen auf. Er schrieb das Theaterstück „Phone Sex Hotel“, für dessen Inszenierung er auch die Regie übernahm. Gemeinsam mit Margarita Tsomou kuratierte er 2008 das Performance-Festival „Gender Pop Athen“ in Kooperation mit dem örtlichen Goethe-Institut.
Als Journalist veröffentlichte er mehrere Beiträge in der taz und schrieb für Jungle World, Spex und De:Bug.
Er schloss sich dem Kollektiv des Buchladens und Verlags b books an.
2012 schloss Stüttgen ein Masterstudium in Gender Studies an der Humboldt-Universität in Berlin ab. Zuletzt arbeitete er an einer Veröffentlichung seiner Masterarbeit zum Thema „Quare Zeiten, quare Orte: Die audio-visuellen Politiken des Blaxploitation-Kinos und Sun Ras Afrofuturismus“. Das Buch sollte Themen wie Post/Sklaverei, Queer-of-Color-Politik und künstlerische Techniken wie die Assemblage behandeln.
Am 12. Mai 2013 beging Tim Stüttgen in Berlin Suizid.
Nach seinem Tod erschien seine Masterarbeit unter dem Titel IN A QU*A*RE TIME AND PLACE bei b books, in Berlin (in Kooperation mit autonomedia, New York).

## Werke
- als Hrsg.: Post, porn, politics: queer_feminist perspective on the politics of porn performance and sex_work as culture production.  b_books, Berlin 2009, ISBN 978-3-933557-76-6.
- mit Can Oral: The abstract aesthetics of digital flaneurism. Fantôme-Verlag, Berlin 2012, ISBN 978-3-940999-29-0.
- IN A QU*A*RE TIME AND PLACE. b books, Berlin 2014, ISBN 978-3-942214-16-2.